# Anis Mehmeti
Anis Mehmeti (* 9. Januar 2001 in London, England) ist ein albanisch-englischer Fußballspieler.

## Karriere

### Verein
Aus der Jugend der Tottenham Hotspur, ging er zur Saison 2017/18 in die U18 von Norwich City über. Nach zwei Spielzeiten dort fand er sich im Sommer 2019 dann aber erst einmal bei Woodford Town, wo er erst einmal Non-League football spielte. Seine Zeit hier endete mit dem durch die COVID-19-Pandemie bedingten Abbruch der Saison im März 2020. Als Teil eines perspektivischen B-Teams bekam er schließlich im September 2020 einen Vertrag bei den Wycombe Wanderers.  Sein Debüt in der Championship hatte er dann schließlich am 17. Oktober 2020 bei einer 1:2-Niederlage gegen den FC Millwall, wo er in der 79. Minute für Dennis Adeniran eingewechselt wurde. Anschließend kamen sporadisch noch weitere Einsätze dazu, welche dann ab Anfang 2021 auch mehr wurden und er auch des Öfteren in der Startelf stand. Nach dieser ersten Saison stieg er mit seiner Mannschaft aber ab, so dass er über die nächste Spielzeit in der League One zum Einsatz kam. In der Spielzeit 2022/23 spielte er für die Mannschaft dann in jeder Partie zumindest ein wenig und erzielte verteilt bis Januar 2023 neun Tore. Hiernach wechselte er schließlich zu Bristol City, mit denen er nun wieder zu Einsätzen in der Championship kommt.

### Nationalmannschaft
Mit der albanischen U16-Nationalmannschaft bestritt er im April 2017 drei Freundschaftsspiele wozu im März 2019 noch eines mit der U19 dazu kam. Weitere Einsätze mit der U21 folgten nun im Juni und September 2021.
Sein Debüt für die A-Nationalmannschaft, gab er schließlich am 27. März 2023 bei einer 0:1-Niederlage gegen Polen in der Qualifikation für die Europameisterschaft 2024, wo er in der 70. Minute für Jasir Asani eingewechselt wurde. Danach war er auch noch in den beiden darauffolgenden Qualifikationspartien aktiv dabei.